# مهدی اخوان لنگرودی
"مهدی اخوان لنگرودی" (زادهٔ ۵ مهر ۱۳۲۴ در لنگرود – درگذشتهٔ ۵ خرداد ۱۳۹۹ در وین) شاعر و نویسنده ایرانی بود.

## زندگی
مهدی اخوان لنگرودی سال ۱۳۲۴ در شهر لنگرود به دنیا آمد. پدرش صاحب کارخانه چای بود. وی دوران کودکی، تحصیلات ابتدایی و متوسطه را در لنگرود گذرانید. او پس از پایان دوره دبیرستان در لنگرود، برای ادامه تحصیل در رشته جامعه‌شناسی به دانشگاه ملی ایران تهران رفت. زندگی در تهران موجب شد تا دیدگاه اخوان لنگرودی دگرگون شود و با تلاش بیشتر کارهای ادبی‌اش را به صورت حرفه‌ای دنبال کند. ورود به رشته جامعه‌شناسی دانشگاه ملی ایران، توانایی وی در سرایش ترانه و آشنایی وی با کورش یغمایی، شکل‌گیری یکی از ماندگارترین ترانه‌های آلترناتیو راک ایران، گل یخ در مقام ترانه‌سرا رقم خورد. در سال ۱۳۵۱ از دانشگاه ملی ایران فارغ‌التحصیل و برای گرفتن مدرک دکترا راهی وین شد.
دیدار و گفت‌وگو با کارلوس فوئنتس از خاطرات شیرین و به یاد ماندنی او بود. او می‌گوید بود: «وقتی به رسم یادگار یکی از کتاب‌هایم را به کارلوس فوئنتس می‌دادم همان‌جا یادداشتی به خط فارسی درون جلد کتاب برایش نوشتم. وقتی سرگرم نوشتن بودم فوئنتس با شوق به دست‌هایم نگاه می‌کرد و با شوق فراوانی همسرش را صدا کرد و گفت بیا ببین ایرانی‌ها از راست به چپ می‌نویسند».
مهدی اخوان لنگرودی ۵ خرداد ۱۳۹۹ بر اثر بیماری مغزی در وین اتریش درگذشت. وی در جمعه ۲۳ خرداد ۱۳۹۹ در آرامستان مرکزی شهر وین به خاک سپرده شد.

## آثار
مهدی اخوان لنگرودی نخستین دفتر شعر خود را با نام سپیدار در سال ۱۳۴۵ با مقدمهٔ محمود پاینده لنگرودی چاپ کرد. از دیگر آثار وی می‌توان به چوب و عاج (۱۳۶۹)، آبنوس بر آتش (۱۳۷۰)، خانه (۱۳۷۵)، سالیا (۱۳۷۸)، گل یخ (برگزیده اشعار ۱۳۷۸) اشاره کرد.
از داستان‌ها و رمان‌های اخوان لنگرودی می‌توان آنوبیس (۱۳۷۴)، درمان (۱۳۷۵)، پنجشنبه سبز (۱۳۷۵)، ارباب پسر (۱۳۷۷)، در خم آهن (۱۳۷۹)، الا تی تی (۱۳۷۸) و توسکا (۱۳۹۲) را نام برد.
دیگر آثار
- یک هفته با شاملو[۵] (۱۳۷۳)،
- خدا غم را آفرید، نصرت را آفرید (۱۳۸۰)
- از کافه نادری تا کافه فیروز (۱۳۹۲)
- ای دل بمیر یا بخوان (برگردان اشعار خوآن رامون خیمنس ۱۳۷۳)
- ببار اینجا بر دلم (گفتگوی بهزاد موسایی با مهدی اخوان لنگرودی ۱۳۸۴)

## ترانه
| خواننده      | نام ترانه        | ترانه‌سرا           | آهنگساز      | تنظیم        |
| ------------ | ---------------- | ------------------ | ------------ | ------------ |
| کوروش یغمایی | گل یخ            | مهدی اخوان لنگرودی | کوروش یغمایی | کوروش یغمایی |
| کوروش یغمایی | دل داره پیر می‌شه | مهدی اخوان لنگرودی | کوروش یغمایی | کوروش یغمایی |
| کوروش یغمایی | حجم خالی         | مهدی اخوان لنگرودی | کوروش یغمایی | کوروش یغمایی |
| کوروش یغمایی | اخم نکن          | مهدی اخوان لنگرودی | کوروش یغمایی | کوروش یغمایی |